# ليلستان
ليلستان هي قرية في مقاطعة كرج، إيران. يقدر عدد سكانها بـ 219 نسمة بحسب إحصاء 2016.